# I'm in Love
I'm In Love är Sanna Nielsens  sjätte studioalbum, och hennes andra album helt på engelska. Albumet släpptes den 2 mars 2011. Titelspåret är bland andra Sanna Nielsens Melodifestivalbidrag från 2011, I'm In Love samt hitsingeln Devotion , som 2010 nådde en 15:e plats på den svenska singellistan.  och som utsågs till sjätte främsta låt på Svensktoppen 2010. 

## Låtlista
| Nr  | Titel                     | Låtskrivare                                                   |
| --- | ------------------------- | ------------------------------------------------------------- |
| 1.  | "Devotion"                | Bobby Ljunggren, Marcos Ubeda                                 |
| 2.  | "I'm In Love"             | Bobby Ljunggren, Peter Boström, Thomas G:son, Irini Michas    |
| 3.  | "Part Of Me"              | Henrik Wikström, Amir Aly                                     |
| 4.  | "Not Afraid To Love"      | Sanna Nielsen, Henrik Wikström                                |
| 5.  | "If You Were Mine"        | Bobby Ljunggren, Kristian Lagerström                          |
| 6.  | "Can't Stop Love Tonight" | Marcos Ubeda, Thomas G:son                                    |
| 7.  | "Demolition Woman"        | Sanna Nielsen, Henrik Wikström, Kristian Lagerström, Amir Aly |
| 8.  | "This Time Love Is Real"  | Oscar Holter, Jakke Erixson, Alexander Bard                   |
| 9.  | "Take Me Home"            | Oscar Holter, Jakke Erixson                                   |
| 10. | "Foolish Heart"           | Henrik Wikström, Kristian Lagerström                          |
| 11. | "Just Like That"          | Henrik Wikström, Kristian Lagerström                          |
| 12. | "Paradise                 | Bobby Ljunggren, Marcos Ubeda                                 |

## Singlar
- Devotion
- Part Of Me
- I'm In Love
- Can't Stop Love Tonight

## Listplaceringar
| Lista (2011) | Topplacering |
| ------------ | ------------ |
| Sverige      | 3            |

### Fotnoter
1. ↑  Information i Svensk mediedatabas (läst 20 april 2011).
2. ↑  Information i Svensk mediedatabas (läst 20 april 2011).
3. ↑  Listplacering (läst 2 april 2011) Arkiverad 8 mars 2014 hämtat från the Wayback Machine.
4. ↑  Musikindustrin 13 januari 2011- Årets Svensktoppsmelodier 2010 (läst 2 april 2011)
5. ↑  Listplacering